# Volodymyr Zubashivskyi
Volodymyr Zubashivskyi (tiếng Ukraina: Володимир Зубашівський; sinh ngày 28 tháng 2 năm 1999) là một cầu thủ bóng đá chuyên nghiệp người Ukraina thi đấu ở vị trí tiền vệ cho FC Chernihiv tại Giải bóng đá hạng nhất quốc gia Ukraina.

## Sự nghiệp

### Sự nghiệp ban đầu
Anh bắt đầu sự nghiệp tại RVUFK Kyiv và trong hệ thống thanh thiếu niên của Olimpik Donetsk. Năm 2018, anh chuyển đến Dukla Prague.

### FC Chernihiv
Vào ngày 23 tháng 8 năm 2022, anh ký hợp đồng với FC Chernihiv tại Giải bóng đá hạng nhất quốc gia Ukraina. Vào ngày 27 tháng 8, anh có trận ra mắt giải đấu trong trận gặp Skoruk Tomakivka tại Sân vận động Yunist ở Chernihiv.

## Thống kê sự nghiệp

### Câu lạc bộ
Tính đến trận đấu đã chơi tính đến ngày 14 tháng 5 năm 2023
| Câu lạc bộ      | Mùa giải       | League                                  | League | League | Cúp  | Cúp | Châu Âu | Châu Âu | Khác | Khác | Tổng | Tổng |
| Câu lạc bộ      | Mùa giải       | Hạng                                    | Trận   | Bàn    | Trận | Bàn | Trận    | Bàn     | Trận | Bàn  | Trận | Bàn  |
| --------------- | -------------- | --------------------------------------- | ------ | ------ | ---- | --- | ------- | ------- | ---- | ---- | ---- | ---- |
| Olympia Radotín | 2018–2019      | Giải vô địch bóng đá Praha              | 10     | 0      | 0    | 0   | 0       | 0       | 0    | 0    | 10   | 0    |
| Sokol Brozany   | 2018–2019      | Giải vô địch bóng đá Praha              | 6      | 0      | 3    | 0   | 0       | 0       | 0    | 0    | 9    | 0    |
| Dukla Prague    | 2019–2020      | 2. liga                                 | 0      | 0      | 0    | 0   | 0       | 0       | 0    | 0    | 9    | 0    |
| FC Chernihiv    | 2022–23        | Giải bóng đá hạng nhất quốc gia Ukraina | 8      | 0      | 0    | 0   | 0       | 0       | 0    | 0    | 8    | 0    |
| Tổng sự nghiệp  | Tổng sự nghiệp | Tổng sự nghiệp                          | 24     | 0      | 3    | 0   | 0       | 0       | 0    | 0    | 27   | 0    |

## Danh hiệu
Kudrivka
- Cúp bóng đá tỉnh Kyiv: 2021
- Cúp bóng đá tỉnh Chernihiv: 2021, 2022[6]